# Ichthyborus
Ichthyborus besse es un género de peces de la familia Citharinidae en el orden de los Characiformes.

## Especies
Las especies de este género son:
- Ichthyborus besse
- Ichthyborus monodi
- Ichthyborus ornatus
- Ichthyborus quadrilineatus